# مؤسسة البريد الفلبينية
مؤسسة البريد الفلبينية ،  والمختصرة والمختصرة بالانجليزية باسم (PHLPost) والمعروفة أيضًا باسم مكتب البريد الفلبيني ، هي شركة مملوكة للحكومة وتسيطر عليها مسؤولة عن تقديم الخدمات البريدية في الفلبين . لدى مؤسسة البريد الفلبينية ما يزيد عن 8000 موظف وتدير أكثر من 1355 مكتب بريد على مستوى البلاد.  يقع مقرها في مكتب البريد المركزي التاريخي في مانيلا ، الواقع في ليواسانغ بونيفاسيو ويطل على نهر باسيج، ويرأسها حاليًا مدير مكتب البريد العام والرئيس التنفيذي لويس دي كارلوس. وهيئة صنع السياسات الخاصة بها هي مجلس الإدارة، الذي يرأسه رئيسه السيد راؤول ر. بنديجو. ويتكون مجلس الإدارة من سبعة أعضاء، من بينهم مدير عام مكتب البريد ، الذي يشغل في نفس الوقت منصب الرئيس التنفيذي .

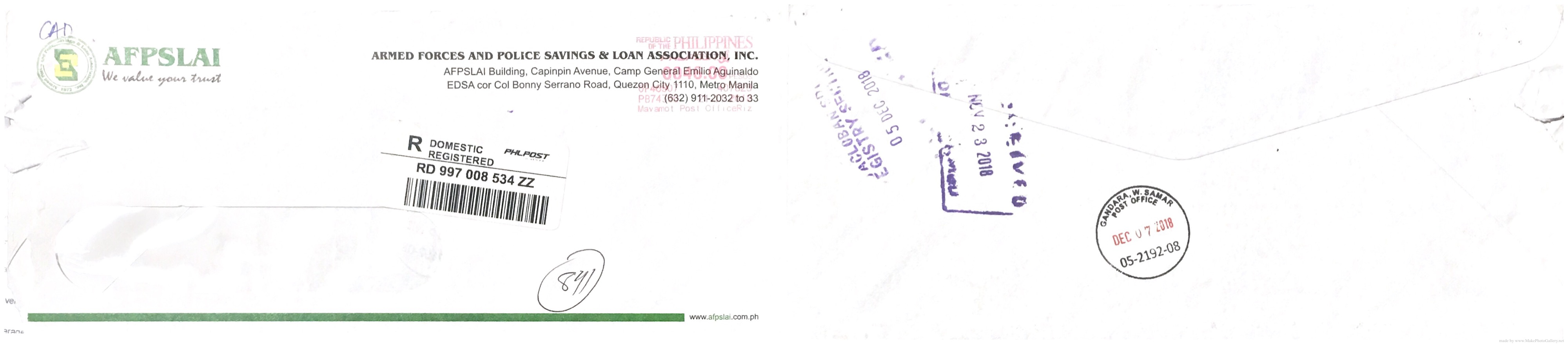
مظروف بريد مسجل بواسطة مؤسسة البريد الفلبينية

كانت مؤسسة البريد الفلبينية في السابق وكالة تابعة لوزارة النقل والاتصالات (DOTC) ولجنة تكنولوجيا المعلومات والاتصالات (CICT)، وتقع تحت السلطة القضائية المباشرة لمكتب رئيس الفلبين .
يعد البنك الفلبيني الخارجي (المعروف سابقًا باسم بنك التوفير البريدي الفلبيني) واحدًا من ثلاثة بنوك مملوكة للحكومة في الفلبين، وقد تم تنظيمه سابقًا تحت مؤسسة البريد الفلبينية ولكنه الآن شركة منفصلة.

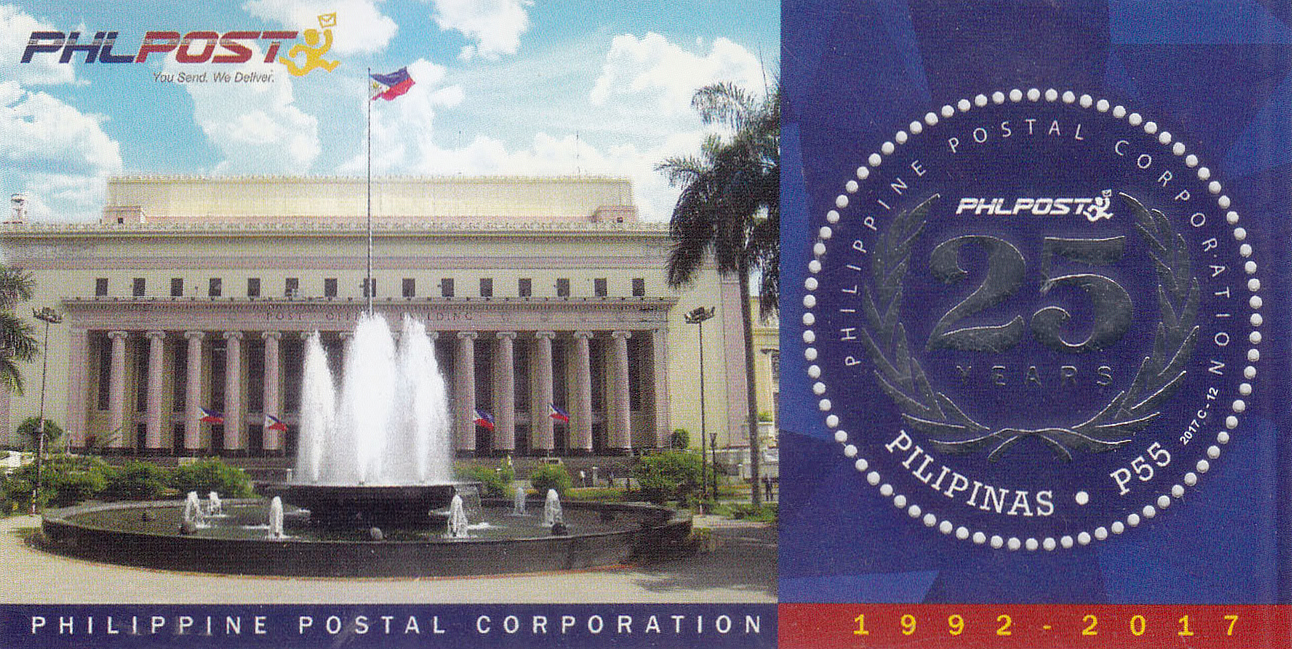
طابع عام 2017 مخصص للذكرى الخامسة والعشرين لتأسيس الشركة.

## أنظر أيضا
- لجنة تكنولوجيا المعلومات والاتصالات
- قائمة الرموز البريدية في الفلبين
- العناوين البريدية في الفلبين
- الطوابع البريدية والتاريخ البريدي للفلبين